# Fokker XA-7
General Aviation / Fokker XA-7 là một mẫu thử máy bay cường kích được nghiên cứu chế tạo vào năm 1929.

## Tính năng kỹ chiến thuật (Fokker XA-7)
Đặc điểm tổng quát
- Kíp lái: 2
- Chiều dài: 31 ft (9,45 m)
- Sải cánh: 46 ft 9 in (14,25 m)
- Chiều cao: 9 ft 5 in (2,87 m)
- Diện tích cánh: 333 ft² (30,94 m²)
- Trọng lượng rỗng: 3.866 lb (1.754 kg)
- Trọng lượng cất cánh tối đa: 5.650 lb (2.563 kg)
- Động cơ: 1 × Curtiss V-1570 Conqueror, 600 hp (447 kW)

 Hiệu suất bay 
- Vận tốc cực đại: 184 mph (296 km/h)
- Vận tốc tắt ngưỡng: 61 mph (98 km/h)

Trang bị vũ khí

- 5 × súng máy.30 in (7,62 mm)
- 488 lb (221 kg) bom